# Station Purnode
Het station Purnode is een voormalig spoorwegstation langs spoorlijn 128, in Purnode een deelgemeente van de gemeente Yvoir.
Het stationsgebouw is van het type 1893 R4 en werd in 1902 opgetrokken in lokale steen. Het station heeft een goederenkoer.
Het gebouw is omgebouwd tot een vakantieverblijf voor 24 personen.
Hoewel Purnode reeds sinds 1960 gesloten is voor het geregeld reizigersvervoer is het sinds 2007 weer in gebruik als halte van de toeristische trein, die vanuit Spontin tussen Ciney en Évrehailles-Bauche over spoorlijn 128 rijdt. Tussen 2007 en 2015 was het de eindhalte van deze trein. Sindsdien rijdt de trein verder tot aan de overweg in Bauche.
0,0: Ciney ·
1,9: Halloy ·
3,5: Braibant ·
6,1: Sovet ·
6,9: Senenne ·
8,8: Spontin ·
9,8: Spontin-Sources ·
11,6: Dorinne-Durnal ·
14,2: Purnode ·
16,0: Évrehailles-Bauche ·
18,5: Yvoir-Carrière ·
20,7: Yvoir